# Franciszek Krzywolak
Franciszek Krzywolak (ur. 27 lutego 1905 w Bestwince, zm. w marcu 1943 w Mysłowicach) - działacz komunistyczny.

## Życiorys
Skończył szkołę powszechną, od 1923 był górnikiem i wozakiem, po wypadku w 1930 zwolniony, później pracował sezonowo, nie mając stałego zatrudnienia. Brał udział w ruchu bezrobotnych. Od 1934 członek KPP. W jego mieszkaniu odbywały się nielegalne zebrania komunistyczne. Od stycznia 1940 członek komunistycznej organizacji, która później przybrała nazwę Koło Przyjaciół ZSRR. Wiosną 1942 organizacja weszła w skład PPR, a Krzywolak został członkiem Komitetu Dzielnicowego (KD) PPR. Jednocześnie pracował w kopalni "Brzeszcze", gdzie tworzył grupy sabotażowe i komórkę PPR oraz wynosił z kopalni materiały wybuchowe dla GL. Rozprowadzał obligacje Daru Narodowego. W swoim mieszkaniu umieścił powielacz, na którym drukowano odezwy i PPR-owską gazetę, "Trybunę Śląską". 4 listopada 1942 został aresztowany wraz z żoną przez gestapo i osadzony w bielskim a następnie mysłowickim więzieniu, gdzie w marcu 1943 zginął.